# Estado de Hartle-Hawking
El estado de Hartle-Hawking, cuyo nombre proviene de los físicos teóricos James Hartle y Stephen Hawking, es una propuesta de física teórica y cosmología cuántica sobre el estado del universo antes de la época de Planck. El modelo intenta "combinar la mecánica cuática con una solución físicamente realista para las ecuaciones de campo de Einstein y derivar la función de onda del universo".
Hartle y Hawking propusieron que el comienzo del universo "era un cuatro espacio hemisférico euclidiano, siendo la dimensión temporal imaginaria" en donde no hay un borde en el espacio (singularidad) ni un comienzo temporal. El estado de Hartle-Hawking es esencialmente una propuesta sin límites, además en este modelo cuando se inició el Big Bang el tiempo no existía, es decir, que no había tiempo antes del Big Bang porque el tiempo no existía antes de la formación del espacio-tiempo asociado con el Big Bang y la posterior expansión del universo en el espacio y el tiempo. 
Hartle y Hawking sugieren que si pudiéramos viajar atrás en el tiempo hacia el principio del universo, notaríamos estar muy cerca de lo que podría haber sido el principio, el tiempo da paso al espacio de manera que en principio habría sólo espacio y ningún tiempo. Los comienzos son entidades que tienen que ver con el tiempo. Dado que el tiempo no existía antes del Big Bang, el concepto de un principio del universo no tiene sentido. De acuerdo con la propuesta de Hartle-Hawking, el universo no tiene origen como nosotros lo entendemos, el universo era como singularidad tanto en el espacio y el tiempo pre-Big Bang. Así, el estado de Hartle-Hawking universo no tiene principio, pero no es el universo en estado estacionario, como el de Fred Hoyle, sino que simplemente no tiene límites iniciales en el tiempo ni el espacio.

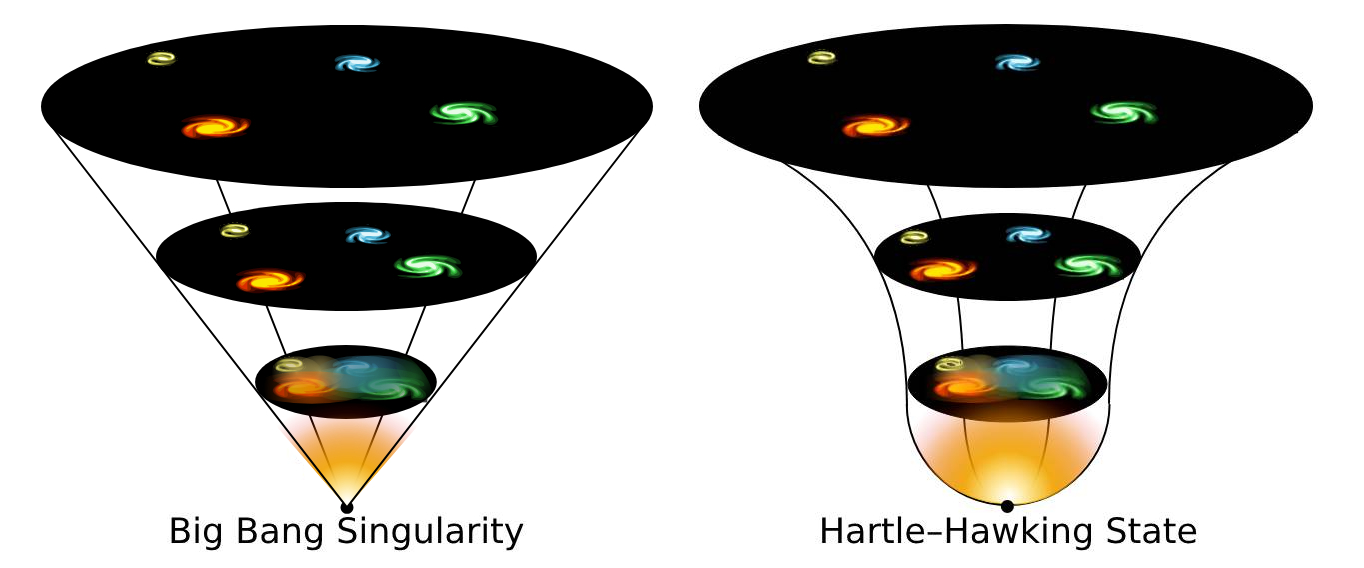
Diagrama del Big Bang (singularidad) y el estado de Hartle-Hawking.

## Visualización
El Centro de cosmología teórica fundado por Stephen Hawking explica el estado de Hartle-Hawking de la siguiente forma:
Uno puede imaginarse el espacio-tiempo de un Universo en expansión como la superficie de un cono, colocado verticalmente con su punta afilada hacia abajo. El tiempo recorre el cono; el espacio lo rodea. El tiempo y el espacio terminan en la punta afilada. La punta es la "singularidad" en términos matemáticos y si éste fuera un modelo del Universo encontraríamos que todas nuestras ecuaciones fallan allí. En cambio, Hartle y Hawking propusieron que se redondeara la punta. Este redondeo sólo es posible si la naturaleza del espacio-tiempo cambia en las proximidades de la punta. En efecto, todas las direcciones deben volverse "horizontales" cerca de la punta, es decir, que todas las direcciones son espaciales. Esto es justo lo que necesitamos para explicar cómo empezó el tiempo. En efecto, la distinción entre espacio y tiempo se desdibuja y el espacio se redondea. 

## Explicación técnica
El estado Hartle-Hawking es la función de onda del universo (una noción destinada a averiguar cómo se inició el universo) que se calcula a partir de la integral de caminos de Richard Feynman. 
La función de onda del universo es "expresada como una función de la geometría tridimensional y la configuración del campo de materia en una superficie tridimensional espacial que en cierto sentido representa el universo en cualquier momento de tiempo". Para evitar resultados infinitos se usan "números imaginarios" para la variable tiempo en las ecuaciones de Einstein. Esto tiene el efecto de transformar el espacio-tiempo lorentziano con una firma métrica de (+, +, +, -) en un espacio euclidiano de 4 dimensiones (+, +, +, +). El tiempo real "emerge" de este estado. Entonces, la función de onda del universo  "está dada por una integral de camino sobre todas las geometrías compactas euclidianas de 4 dimensiones y campos de materia que tienen la geometría tridimensional y la configuración del campo de materia como su único límite".
Más precisamente, el estado Hartle-Hawking se trata de un hipotético vector en el espacio de Hilbert de una teoría de la gravedad cuántica que describe esta función onda (ver Gravedad cuántica euclídea). Es una función del tensor métrico definido en una superficie compacta (D-1)-dimensional, el universo, donde D es la dimensión del espacio-tiempo. La forma precisa del estado de Hartle-Hawking es la integral de caminos sobre todas las geometrías D-dimensionales que tienen la métrica requerida inducida en su límite. De acuerdo con la teoría de tiempo se separaron de estado  tridimensional, tal como conocemos el tiempo ahora, después de que el universo estaba en la edad del tiempo de Planck. Se puede demostrar una función de onda del universo que satisface la ecuación de Wheeler-DeWitt.[cita requerida]

## Recepción
Don Nelson Page señala que el modelo Hartle-Hawking todavía está incompleto pero predice características del universo observable: firma métrica lorentziana, gran tamaño, densidad casi crítica, anisotropías bajas, la radiación de fondo de microondas y entropía que comienza en niveles bajos para explicar la segunda ley de la termodinámica.
Neil Turok dice que: "El intento más serio de explicar las condiciones iniciales de la inflación fue realizado por James Hartle y Stephen Hawking... consideraron un universo curvo." Turok junto con Stephen Hawking desarrolló más tarde las llamadas instantáneas Hawking-Turok que, basadas en la teoría de la inflación abierta y el estado de Hartle-Hawking, pueden describir el nacimiento de un universo inflacionario.
Críticos como Leonard Susskind en el estado Hartle-Hawking "el universo actual debería ser un espacio-tiempo de De Sitter casi vacío, lo que ciertamente no es lo que observamos". Aleksandr Vilenkin critica "que la propuesta sin límites favorece una pequeña cantidad de inflación, mientras que la función de onda túnel favorece una gran cantidad".